# Джильдоне
Джильдоне (итал. Gildone) —  коммуна в Италии, располагается в регионе Молизе, в провинции Кампобассо.
Население составляет 859 человек (2008 г.), плотность населения составляет 30 чел./км². Занимает площадь 29 км². Почтовый индекс — 86010. Телефонный код — 0874.
Покровителями коммуны почитаются Пресвятая Богородица (Madonna delle Grazie), празднование 5 августа, и святой Савин из Авеллино.

## Демография
Динамика населения:

## Администрация коммуны
- Официальный сайт: